# Andrew Planche
Andrew Planche (también nombrado como André Planche, André Blanchet o Andrew Floor) (c. 1727-1809) fue un alfarero, hijo de refugiados hugonotes franceses. Vivió en Derby, donde tuvo al menos cuatro hijos (Paul, James, James Burrows —bastardo— y William).
Recibió la enseñanza, por parte de su padre que había trabajado en Meißen, de modelado y ejecución de porcelana. A los 17 años de edad, el joven Planche ya estaría produciendo pequeñas piezas de porcelana en Derby. En 1749, trabajó para William Littler en Longton Hall. A partir del 1756, trabajó para William Duesbury en su nueva fábrica de porcelana en Nottingham Road, que más tarde se convirtió en la Royal Crown Derby.
Figuras de porcelana que se creen que han sido modeladas por Planche son escasas. El Derby Museum and Art Gallery tiene un modelo temprano de 1752, de un Chino y niño. Este modelo es del período «Dry Edge» estilo de los años 1750 a 1756. Este período debe su nombre al hecho de que la base de las estatuillas está sin esmaltar.